# كنولان (تموغه سقز)
قرية كنولان (بالكردية: کەنۆڵان) هي إحدى القرى التابعة لـتموغه في ريف قسم مركزي من مقاطعة سقز، في محافظة كردستان الإيرانية.

## السكان
حسب إحصاءات سنة 2006، بلغ إجمالي السكان في كنولان 517 نسمة وعدد المساكن 96 مسكن. لغة سكان كنولان هي اللغة الكردية و هم من أهل السنة والجماعة والمذهب الشافعي.